# Def Jam: Fight for NY
Def Jam: Fight for NY é um jogo de luta e ação influenciado pelo hip hop publicado pela EA Games (ao contrário do antecessor, que foi publicado sob a marca EA Sports BIG). Foi lançado em 21 de setembro de 2004 para PlayStation 2, Xbox e GameCube. É uma sequência de Def Jam Vendetta e é seguido por Def Jam: Icon. O jogo apresenta vários rappers, incluindo Lil' Kim, Snoop Dogg, Method Man, Redman, Fat Joe, Mobb Deep, Ice-T, Xzibit, NORE, Ludacris, Crazy Legs e Busta Rhymes, bem como as vozes e semelhanças de outras celebridades, como Henry Rollins, Christopher Judge, Bubba Sparxxx e Kimora Lee Simmons
A história do jogo começa quando D-Mob é preso. No caminho para a delegacia, algo acontece: um outro veículo (dirigido pelo jogador) bate no carro dos policiais. Depois disso, o jogador e D-Mob fogem no seu carro. D-Mob retribui deixando o personagem fazer parte da gangue dele. Com isso, o jogador passa a lutar e ganhar dos lutadores de gangues rivais (a gangue do Crow, Snoop Dogg) e vai ganhando fama, dinheiro e poder até virar uma lenda nas ruas.

## Customização
No Modo História, é possível criar um personagem customizado utilizando de uma descrição de suspeito. Esse mesmo personagem seguirá uma jornada de acordo com as escolhas do jogador, e poderá também ser selecionado no modo Batalha. Altura, peso, cor da pele, forma (Separada por tamanho: P, M, G, XG e XXG), cabelo e face são customizados de acordo com a preferência do jogador. Logo após a finalização, é possível recomeçar o processo. Após a criação, também é possível continuar a personalizar o lutador comprando peças de roupas e jóias em lojas, além de fortificá-lo na academia.

## Blazin' Moves
São os movimentos especiais (Golpes de Furia) que são adquiridos em uma espécie de "ginásio" dentro do jogo (o nome do ginásio é Stapleton Athletics e o seu treinador é Henry Rollins). Os especiais só podem ser usados quando uma determinada "barra/Medidor de força" enche. Para enchê-la, você precisa bater no oponente ou fazer uma provocação (analógico direito). Quanto mais bruto for o ataque, maior a quantidade que enche da barra. Quando completa, você move a alavanca do analógico direito, para ficar no modo Blazin (Furioso). Depois disso, você tem que agarrar o oponente e mover o analógico direito para cima, esquerda, direita ou baixo. O blazin também aumenta a força do personagem um pouco, possibilitando a vitória imediata se o oponente estiver em estado crítico.

## Estilos de Luta
No jogo, existem 5 estilos diferentes, sendo que você só pode aprender no máximo 3. Os estilos são:
- Streetfighting (Briga de rua) - é um estilo com pouca disciplina mas com socos fortíssimos.
- Kickboxing (Kick boxe) - praticantes desse estilo têm chutes fortíssimos que estraçalham o oponente.
- Artes Marciais - é um estilo que se caracteriza pelos golpes rápidos e em sequência. Esse estilo apresenta uma defesa maior do que os outros estilos.
- Submissions (Finalizações) - é um estilo que se caracteriza pelos agarrões que forçam o oponente a desistir enquanto tentamos quebrar-lhe o braço, perna ou pescoço.
- Wrestling (Luta livre) - possibilita força superior, que usa os golpes de luta livre, (wrestling). Que consiste mais em agarrar e dar golpes muitos fortes no inimigo,ou seja, luta no chão.

Você pode fazer combinações de no máximo 3 estilos de luta.
O personagem Henry Rollins é uma exceção, pois, possui 4 estilos de luta, tornando-o mais hábil. Provavelmente esse fato ocorre por que ele é o treinador e dono da academia Stapletons Athletics.

## Lojas
São 5 no total espalhadas no mapa (que fica em seu apartamento).
- Stapletons Athletics: o ginásio de treinamento cujo treinador é Henry Rollins. Aqui, você compra especiais e melhora suas habilidades com os Dev Points (pontos de desenvolvimentos, ganhos em cada luta). Aqui, você também pode aprender um segundo e um terceiro estilo de luta
- SUS (Syndicate Urban Streetwear): a loja de roupas cujo vendedor é Snowman. Aqui, vende-se jaquetas, casacos, camisas, calças, bermudas, sapatos, tênis, luvas...
- Jacob & Co.: A joalheria cujo vendedor é Jacob. Vende jóias como colares, brincos, pulseiras... E de diversos materiais como ouro, platina, prata...
- Stingray Barbershop: a barberaria cujo dono é Stingray, lá, você pode mudar o o corte de cabelo, a barba e até a cor do cabelo.
- Manny Tatto's: é um lugar onde você encontra diversos tipos de tatuagens. O tatuador é Manny.

## Personagens

### Gangue do Crow
- Snoop Dogg como Crow - Principal vilão do jogo. Um gângster propriamente dito (inclusive socialmente trajando um chapéu e roupas sociais, as quais retira para lutar, ficando só de regata e calça e sapatos sociais) que é líder da principal facção de lutadores da cidade e convoca vários guerreiros para lutarem ao seu lado. Principal rival de D-Mob, se aproveita que este está sendo procurado pela polícia afim de cometer os mais criminosos delitos apenas para sujar ainda mais a má fama de seu rival e tornar sua gangue a mais poderosa da cidade, comandando desde lutas até mesmo o tráfico local, sem se importar até mesmo em quebrar regras para conseguir o que quer.

- Bless

- Bone Crusher - Um dos pesos pesados do game, sendo um sujeito obeso, cabeludo e barbudo, especialista em luta-livre e submissões. Bastante sádico e sanguinário, sua frase de efeito é "You will be destroyed!"(Você será destruído!), a qual costuma falar gritando e com uma risada debochada logo após.

- Bubba Sparxxx

- Busta Rhymes como Magic - Braço-direito de Crow, sempre acompanhando este ao lado principalmente de Crack e Trejo. Principal responsável pelo trabalho sujo da gangue, vive ameaçando o Herói até a ponto de cortejar sua namorada, sendo inclusive o oponente final (juntamente a Ice T ou O.E., no caso, o parceiro que o Herói não escolher) num torneio Tag-Team de 2 contra 2. No final do jogo, quando está prestes a executar o Herói (criado e controlado pelo jogador) a mando de seu líder Crow, abandona tudo e deixa que o Herói resolva a situação com Crow sozinho.

- Carmen Electra Que pode passar para a gangue de D-Mob se for escolhida como sua namorada na arena de luta Babylon. Não é uma das opções iniciais de namorada, sendo que flerta com o Herói no decorrer da história, cabendo a este permanecer com sua então namorada ou trocá-la por Carmen Electra. O jogador controla a moça escolhida contra a outra numa luta onde independente de quem vencer, o Herói irá ficar com a garota escolhida pelo jogador.

- Crazy Legs

- Danny Trejo como Trejo - Um dos aliados mais leais a Crow, apesar de ser um tanto falastrão, gerando alguns momentos cômicos e constrangedores. Em certo ponto do jogo, ameaça D-Mob, Blaze e o Herói, que o persegue metrô adentro e é ameaçado pelo mesmo na plataforma da estação, onde Trejo tenta rendê-lo com uma arma, mas a mesma não funciona e se inicia uma briga na qual o jogador pode até mesmo matar Trejo, jogando-o no trilho do trem para ser atropelado.

- David Banner (rapper)

- Elephant Man

- Fat Joe como Crack - Um dos aliados mais leais a Crow, sendo bastante debochado, arrogante, durão e cruel com seus oponentes. Nos momentos finais do jogo, abandona a gangue de Crow e vai para a gangue de D-Mob.

- Fam-Lay

- Havoc

- Ice T - Ele sai da gangue do Crow para entrar na de D-Mob caso você escolha ele como seu parceiro de luta no torneio Tag-Team. Caso não seja escolhido, Ice T será a dupla de Magic e o oponente final do Herói.

- Lil' Flip

- Lil' Kim - que pode passar para a gangue de D-Mob se for escolhida como sua namorada no The Limit, podendo mais tarde ser trocada por outra namorada ou não.

- Mack 10

- Omar Epps como O.E. - Ele sai da gangue do Crow para entrar na de D-Mob caso você escolha ele como seu parceiro de luta no torneio Tag-Team. Caso não seja escolhido, O.E. será a dupla de Magic e o oponente final do Herói.

- Prodigy
- Sean Paul
- Slick Rick
- Warren G
- Xzibit

### Gangue do D-Mob
- Christopher Judge como D-Mob - Líder da gangue dos heróis do jogo, D-Mob era o principal vilão do jogo anterior que após os acontecimentos finais do mesmo, é levado preso, mas acaba sendo salvo pelo Herói controlado pelo jogador, que o leva de volta para casa afim de retomar o controle da gangue e da cidade contra os atos criminosos de seu rival Crow, que com a queda de D-Mob, se mobiliza para dominar o mercado das lutas clandestinas de Nova York. Ao contrário do primeiro jogo, aqui D-Mob é um homem justo, altruísta e leal a seus companheiros, sempre visando jogar limpo independente de qualquer coisa. Sujeito sério e ás vezes durão, se mostra um bom líder, muito motivador e até disposto a se sacrificar por seus amigos.

- Capone

- Comp

- Erick Sermon

- Flava Flav

- Freeway

- Kimora Lee - Uma das opções de namorada do jogo, podendo ser trocada(ou não) no decorrer do modo história.

- Ghostface Killah

- Henry Rollins - Dono da Stapleton Athletics, a academia onde o Herói irá treinar para ficar mais forte e dominar dos golpes do jogo, além de aprender novas habilidades. Também é lutador selecionável e pode ser enfrentado pelo Herói durante o modo história.

- Ludacris

- Memphis Bleek

- Method Man como Blaze - Braço-direito de D-Mob, sendo o mais leal e preferido deste na gangue. É o melhor amigo do Herói durante a história do jogo, sendo seu maior motivador.

- N.O.R.E.

- Redman como Doc - Fiel escudeiro de Blaze, dividindo o posto de melhor amigo deste com o Herói. Ironicamente, é visto dormindo em muitas situações supostamente importantes da trama.

- Scarface

- Sticky Fingaz como Sticky - Debochado e sarcástico, é o membro da gangue de D-Mob que mais discorda de seus planos, teimando em agir diferente e até mesmo por conta própria, pouco se importando em quebrar o código de ética de seu bando. Nutre certa inveja do Herói, principalmente ao ver que este está conseguindo conquistar a simpatia e a confiança de D-Mob e dos demais membros da gangue, assim, sempre tenta rebaixá-lo e desmotivá-lo, até que em certo ponto da história, abandona a gangue de D-Mob e passa para o lado de Crow, sendo o maior traidor da equipe.

- Joe Budden

- Shawnna - É uma das opções iniciais de namorada no The Limit, passando a ser sua namorada caso o Herói vença o então namorado da mesma(geralmente Nyne) no The Limit, podendo mais tarde ser trocada ou não, segundo a opção do jogador.

- WC (rapper) - Fazia parte da gangue de D-Mob antigamente, foi para a de Crow, e no final do jogo ele cansa dos métodos sujos do vilão e retorna a gangue de D-Mob.

### Outros
- Cindy Johnson -  Também pode fazer parte da gangue de D-Mob se essa for escolhida como namorada no The Limit.

- Jacob Arabo como Jacob - Dono da joalheria do bairro onde o jogador compra anéis, colares, brincos e outras jóias e adornos.

- Sean Amsing como Pockets

- Deidre Graham como Shaniqua - Também pode fazer parte da gangue de D-Mob, caso o jogador perca a batalha de escolha de sua namorada, ficando com Shaniqua como prêmio de consolação.

- Sean Stevenson como Snowman - Vendedor da loja de roupas que o Herói vai afim de comprar roupas novas e mudar seu visual.

- Tom Pickett como Stingray - Barbeiro e cabeleireiro do salão onde o Herói pode mudar seu visual com diferentes estilos de cortes, penteados e opções de diferentes bigodes e barbas. Assim como os demais, também é lutador selecionável.

- Solo

- Eat Em Up como Meca

- Viv Leacock como Trick

- Adrian Holmes como Bo - Lutador mascarado(utiliza um lenço de cowboy que cobre nariz e boca) que é um dos primeiros oponentes enfrentados pelo Herói. Dependendo da história do jogo, pode ser o namorado inicial(ao invés de Nyne) da namorada escolhida pelo jogador.

- Billy Sly como Nyne - Um dos primeiros oponentes a serem enfrentados logo de início no jogo. Nyne é um tanto marrento e contador de vantagem, inclusive sendo o namorado inicial da moça escolhida pelo Herói(quem quer que seja a moça). Para ficar com a moça, o Herói acaba tendo que lutar com Nyne, numa luta que ocorre apenas uma vez(caso o Herói perca, não pode tentar de novo e a garota se mantém com Nyne enquanto o Herói, derrotado, tem Shaniqua como seu prémio de consolação.)

- Suspect
- Paul Christie como Jervis - Um dos policiais que prendem D-Mob após o final dos acontecimentos do game anterior. Enquanto estão levando D-Mob para ser preso, uma SUV atinge com tudo a viatura, causando o capotamento da mesma ao que D-Mob é salvo por um suspeito que dirigia a SUV(no caso, o Herói do jogo, controlado pelo jogador.) Mais tarde, Jervis tenta descrever o sujeito á escrivã Lauren, que tenta fazer um retrato falado deste.

- Todd Cummings como Starks - O outro policial que ao lado de Jervis, levava D-Mob para a cadeia até o carro da viatura ser atropelado pela SUV onde está o Herói.

- Lauren Wirtzer como Lauren - Escrivã da polícia, que tenta fazer um retrato falado do Herói(que no caso é o suspeito, numa tela de criação de personagem baseada em retrato falado) para os policiais acidentados ao início do jogo. Ela, assim como os policiais, também é jogável.

- Kevin Leong como Chiang

- Django Craig como Daniel G.

## Recepção
O jogo recebeu avaliações em geral positivas. GameSpot e IGN deram uma pontuação de 8.7 de um total de 10 e GameSpy e X-Play deram uma pontuação de 4 de um total de 5.